# Jerzy Giza
Jerzy Giza (ur. 17 kwietnia 1957 w Nowym Sączu) – polski pedagog, publicysta historyczny, działacz niepodległościowy, profesor oświaty.

## Życiorys
Syn Tadeusza i Jadwigi Kucz h. Łada, z rodziny o patriotycznych tradycjach (potomek powstańców styczniowych: Walentego Gizy oraz kpt. Ignacego Kucza, wnuk gen. Józefa Gizy, bratanek pchor. Mieczysława Gizy, poległego 7 września 1939). Absolwent I. LO im. J. Długosza w Nowym Sączu (1976) i Wyższej Szkoły Pedagogicznej w Krakowie (1982). Uczył w SP nr 13 w Krakowie (listopad 1980-grudzień 1981) i po przerwie w stanie wojennym (wrzesień 1982-sierpień 1988). Pozbawiony pracy w szkolnictwie państwowym za działalność sprzeczną z socjalistycznym i laickim charakterem szkoły. Od października 1988 do stycznia 1989 pracował w Domu Dziecka nr 1 w Krakowie (skąd również usunięty wskutek nacisków SB).
W latach 1980–1989 uczestniczył w działalności opozycyjnej krakowskich i sądeckich środowisk niepodległościowych (był autorem i współautorem wielu niezależnych wystaw historycznych, koncertów oraz obchodów patriotycznych). Członek Akcji na Rzecz Niepodległości, Kongresu Solidarności Narodu, Stronnictwa Wierności Rzeczypospolitej-KSN, współpracownik prasy podziemnej (m.in. Solidarności Narodu, Polski Jutra, Wiadomości Nowosądeckich, Sowińca) oraz polskiej prasy emigracyjnej (m.in. londyński Tydzień Polski, Dziennik Polski). Założyciel i przewodniczący w Nowym Sączu Towarzystwa im. Gen. Józefa Kustronia (1981-1984), Komitetu Uczczenia pamięci Sądeczan Pomordowanych na Wschodzie (1987-1991), przekształconego w Sądecką Rodzinę Katyńską. Twórca i inicjator utworzenia lub przywrócenia kilkudziesięciu tablic i monumentów na terenie Krakowa. Współpracownik Władz RP na Uchodźstwie (szczególnie ministra ds. Kraju, a później ostatniego emigracyjnego prezydenta RP, Ryszarda Kaczorowskiego). Członek Komitetu Opieki nad Kopcem Józefa Piłsudskiego w Krakowie (1982-1987) oraz Instytutu Katyńskiego. Bliski współpracownik działaczy niepodległościowych takich jak Wojciech Ziembiński, Andrzej Szkaradek, Adam Macedoński, Marian Banaś, Bogdan Sekuła, Piotr M. Boroń, Włodzimierz Sackiewicz-Steckiewicz czy Jerzy Bukowski. Łącznik pomiędzy Warszawską Rodziną Legionistów i Peowiaków a Związkiem Legionistów Polskich w Nowym Sączu i Krakowie. Rozpracowywany przez SB w ramach działań o kryptonimie „Patron”, „Halny”, „Epitafium”.
Po przełomie politycznym 1989 dyrektor i twórca Społecznej Szkoły Podstawowej nr 1 im. Józefa Piłsudskiego w Krakowie, pierwszej niepublicznej szkoły podstawowej w Polsce i wyrosłego na jej bazie Społecznego Gimnazjum nr 1 im. Zbigniewa Herberta (1999). Wydawca corocznych Sprawozdań Dyrekcji, a także rocznicowych publikacji szkolnych: Kadry szkolnego życia (1999), Codzienności szkolnej lata minione (2004), Kalejdoskop szkolnych zdarzeń (2009), Poprzez szkolne klimaty (2014), Forteczna 54. Dobry adres na obrzeżach Krakowa (2019).
Publicysta historyczny i biograf (ponad 1000 opublikowanych życiorysów). Autor kilkudziesięciu artykułów w „Almanachu Sądeckim” i kilku książek dotyczących historii Sądecczyzny. Wydał także poezję i prozę poetycką (m.in. w podziemiu: Za Czerwonym Murem, Oddech Amarantu, a w 2007 Dama i Muszkieter).
Działał społecznie na wielu polach, m.in. w Towarzystwie Ratowania Kaplicy Loretańskiej, w Towarzystwie im. Józefa Piłsudskiego, Społecznym Towarzystwie Oświatowym, Wojewódzkim Komitecie Ochrony Pamięci Walk i Męczeństwa w Krakowie (od 2006 r. jego wiceprzewodniczący, a od 2017 r. przewodniczący Komitetu Ochrony Pamięci Walk i Męczeństwa przy IPN w Krakowie). Członek Komitetu Honorowego Krakowskiego Forum Kultury Polskiej. Członek Komisji Edukacji Rady Miasta Krakowa (spoza Rady, 1998-2002).
Ożenił się z Elżbietą Bończa Domagalską. Ma córkę Katarzynę (ur. 1983).

## Odznaczenia i wyróżnienia
- Krzyż Oficerski Orderu Odrodzenia Polski (2019 – przez prezydenta RP Andrzeja Dudę za wybitne zasługi w upowszechnianiu wiedzy o najnowszej historii Polski, za działalność na rzecz kształtowania postaw patriotycznych w społeczeństwie)[2],
- Krzyż Kawalerski Orderu Odrodzenia Polski (2008 – przez prezydenta RP Lecha Kaczyńskiego za wybitne zasługi w działalności na rzecz społeczności lokalnej, za upamiętnianie miejsc pamięci narodowej)[3],
- Krzyż Wolności i Solidarności (2011)[4][5],
- dwukrotnie Złoty Krzyż Zasługi (1988 – przez Rząd RP na Uchodźstwie; 2001 – przez prezydenta Aleksandra Kwaśniewskiego[6]),
- Srebrny Krzyż Zasługi (1997)[7]
- Medal Komisji Edukacji Narodowej (1997),
- Złoty Medal „Opiekun Miejsc Pamięci Narodowej” (1998),
- Medal „Pro Memoria” (2005),
- węgierski Złoty Krzyż Zasługi (2007),
- austriacki Zaszczytny Krzyż na Wstędze (1995),
- Medal „Niezłomnym w słowie” (2011)[8] za działania na rzecz wolności słowa w Polsce.

Obdarzony tytułem Członka Honorowego Społecznej Szkoły Polskiej w Baranowiczach i dyplomem uznania od Rady Naczelnej Związku Polaków na Białorusi (1998).
W 2010 otrzymał doroczną nagrodę „Sądecczyzna” im. Szczęsnego Morawskiego za najlepszą publikację dotyczącą dziejów i kultury Sądecczyzny za książkę pt. „Nowosądecka lista katyńska”. W 2016 otrzymał Nagrodę im. ks. prof. Bolesława Kumora za najlepszą książkę o Sądecczyźnie („Sądecki Garnizon i jego żołnierze 1918-1922”), a w 2019 r. Nagrodę dla najlepszego sądeckiego autora.
17 września 2010 na sesji katyńskiej w Nowym Sączu został uhonorowany przez Radę Miasta Tarczą Herbową Zasłużonych dla Miasta Nowego Sącza. 8 listopada 2019 otrzymał tytuł Honorowego Obywatela Miasta Nowego Sącza. 21 grudnia 2020 r. został uhonorowany Nagrodą „Świadek Historii”, przyznaną przez Dyrektora Oddziału Krakowskiego IPN, a 22 kwietnia 2021 r. tytułem „Kustosza Pamięci Narodowej”.

## Publikacje
- Nowosądecka lista katyńska (1991)
- Sądeccy Generałowie w służbie polskiej i obcej (1993)
- Cmentarz Komunalny w Nowym Sączu – rejestr zasłużonych (1994)
- Sądeccy Kawalerowie Virtuti Militari 1918-1920 (1999)
- Nowosądecka lista katyńska II wydanie (2009)
- Virtute et armis (2010) współautor Tomasz Podgórski
- József Fejérváry Honorowy Obywatel Nowego Sącza (2010)
- Organizacja „Wolność” (2011)
- Sądecki garnizon i jego żołnierze 1918-1922 (2015)
- Legioniści z nowosądeckich gimnazjów 1914-1918 (2018)
- Generał Jerzy Dobrodzicki 1884–1934 (2019) współautor Tomasz Podgórski[13]
- Sądecki garnizon i jego żołnierze 1923-1926 (2019)
- Nowosądecka lista katyńska, III wydanie uzupełnione (2020)
- Sądecki garnizon i jego żołnierze 1927-1932 (2022)
- Sądecki garnizon i jego żołnierze 1933-1939 (2024)

Ważniejsze artykuły w „Almanachu Sądeckim”:
- Katyński Suplement 4/1993
- Generałowie z Sądecczyzny Rodem 2/1994
- Zapomniani kawalerowie Virtuti Militari 4/1994
- Sądecka gałąź rodziny Duchów 2/1995
- Bronisław Pieracki – patriota, żołnierz niezłomny 3/1995
- Kustroniowcy 4/1995
- Sądeccy miłośnicy Klio 2/1996
- Pułkownik Mikołaj Giza 1/1997
- Stanisław Kasina – sądeczanin, świata obywatel 2/1997
- Zapomniani kawalerowie Virtuti Militari (cz.II) 3/1997
- Sądeczanie w sejmie II RP 4/1997
- Organizacja „Wolność” w 20 Galicyjskim Pułku Piechoty 1/1998
- Bohaterowie organizacji „Wolność” i ich losy 2/1998
- Bohaterowie organizacji „Wolność” i ich losy (cz.II) 4/1998
- Patriotyczny bunt w 32 Pułku Piechoty Obrony Krajowej „Neu Sandez” 1/1999
- Jerzy Kossowski – żołnierz, pisarz, patriota 4/1999
- Z „Księgi Małżeństw” duszpasterstwa garnizonu Nowy Sącz 1/2000
- Jak Sądeczanie z bolszewikami wojowali 2/2000
- „Księga Ślubów” sądeckiego garnizonu 1864-1889 2/2001
- Jak Sącz o swoich Katyńczykach pamiętał 3/2001
- Z Sącza i dla Sącza 2/2002
- Losy członków organizacji „Wolność” w Wojsku Polskim – 1928 r. 3/2002
- Losy członków organizacji „Wolność” w Wojsku Polskim w latach 1932–1945 4/2002
- Sadeccy gimnazjaliści z generalskim wężykiem 1-2/2006
- Sandecjana Katyniana 3-4/2006
- Sandecjana w „Dziennikach Rozkazów Wojskowych” 3-4/2007
- Martyrologium uczniów klasy VIb II Gimnazjum w Nowym Sączu 3-4/2008
- József Fejérváry Honorowy Obywatel Nowego Sącza 3-4/2010